# Brantes
 Brantes  es una población y comuna francesa, en la región de Provenza-Alpes-Costa Azul, departamento de Vaucluse, en el distrito de Carpentras y cantón de Malaucène.
Está integrada en la Communauté de communes de la Vallée du Toulourenc.

## Demografía
| 100 | 90 | 85 | 85 | 63 | 65 |
| Para los censos de 1962 a 1999 la población legal corresponde a la población sin duplicidades (Fuente: INSEE [Consultar]) |    |    |    |    |    |